# شارلي تيلفير
شارلي تيلفير (بالإنجليزية: Charlie Telfer)‏ (4 يوليو 1995 في المملكة المتحدة - ) هو لاعب كرة قدم بريطاني في مركز الوسط. شارك مع منتخب اسكتلندا تحت 17 سنة لكرة القدم ومنتخب اسكتلندا تحت 19 سنة لكرة القدم ومنتخب اسكتلندا تحت 21 سنة لكرة القدم. أما مع النوادي، فقد لعب مع دندي يونايتد ونادي رينجرز ونادي ليفينغستون لكرة القدم.

## وصلات خارجية
- شارلي تيلفير على موقع قاعدة بيانات كرة القدم.إي يو (الإنجليزية)
- شارلي تيلفير على موقع Soccerbase.com (لاعب) (الإنجليزية)
- شارلي تيلفير على موقع Soccerway.com (الإنجليزية)